# Саратовский областной базовый медицинский колледж
Саратовский областной базовый медицинский колледж (ГАПОУ СО «СОБМК») — государственное медицинское учебное заведение среднего профессионального образования в городе Саратов.

## История
2 октября 1896 года — открытие Женской фельдшерской школы. Директором был назначен первый санитарный врач России И. И. Моллесон. Организации школы способствовала поддержка известных общественных и деловых деятелей губернии графа А. Д. Нессельроде, купчихи А. В. Чирихиной, которая предоставила собственное здание, находящиеся на улице Московская, дом 20, для временного размещения школы.
1899 год — построено здание для школы, по проекту архитектора А. Н. Салько (угол Радищева и Чернышевского), благодаря активному участию известного врача М. В. Волкова и народным пожертвованиям.
Июнь 1900 года — произведен первый выпуск фельдшериц.
1902 год — Женская фельдшерская школа была переименована в повивально-фельдшерскую с четырехгодичным курсом обучения и новым Положением.
1904 год — в Саратове создано санитарное попечительство и разработана обширная программа борьбы с холерой. В качестве помощниц земских врачей привлекались ученицы Саратовской фельдшерско-акушерской школы.
10 — 13 марта 1905 года — в разгар первой Русской революции в школе проходили публичные собрания Санитарного общества под председательством доктора Романова А. Е.
1909 год — здание школы стало базой для созданного в 1909 г. Саратовского государственного университета.
6 декабря 1909 года — состоялось торжественное открытие Саратовского государственного университета в здание Женской фельдшерской школы.
17 сентября 1910 года — П. А. Столыпин был в Саратове и посетил университет, который находился еще в помещении Фельдшерской школы.
В начале XX века руководство школой осуществляли: с 1907 года — А. Н. Миль, с 1912 года — А. Е. Романов. С открытием в г. Саратове Медицинского факультета Саратовского государственного университета, многие профессора, а также ассистенты стали преподавателями школы, а профессор Чуевский И.А. с 1922 года стал директором школы.
1914-1915 годы — по циркуляру Главного Врачебного Управления в марте состоялся ускоренный выпуск учениц IV курса в количестве 58 чел., которые сдали экзамены и получили звание фельдшерицы — повивальные бабки первого разряда. В здании школы в годы Первой мировой войны размещался лазарет № 13.
Декабрь 1914 года — по предложению Главноговрачебного инспектора отправились на ликвидацию эпидемии сыпного тифа в город Балашов и на ст. Ртищево Рязанско — Уральской железной дороги.
1920 год — школа была реорганизована в Саратовский медицинский техникум, который до 1926 именовался как «Акушерский техникум», так как состоял из одного акушерского отделения.
1926/1927 учебный год — в состав техникума, в качестве отделения, была включена школа медсестер-воспитательниц, организованная в г. Саратове в 1922 году. Таким образом, учебное заведение в указанный период состояло из двух отделений: медсестер и акушерского. Учебное заведение располагалось в здании на ул. Большой Кострижной(ныне ул. Сакко и Ванцетти).
1928 год — в состав учебного заведения как отделение вливается Зубоврачебный техникум. В 1928 г. учебное заведение вновь реорганизуется в Фельдшерско-акушерскую школу, в состав которой входили три отделения: фельдшерское, акушерское, зубоврачебное. Однако, ее положение в тот период было весьма неустойчиво. Школа долгое время не имела своего собственного здания: из помещения по ул. Чернышевского, где она занимала всего лишь две комнаты химического корпуса Саратовского университета, она была переведена в небольшое здание по ул. Большой Кострижной д.5, через 2-3 года ее поместили в один из корпусов 2-й Советской больницы, затем в небольшое здание по ул. Цыганской д. 20 (ныне ул. Кутякова), а через некоторое время вновь перевели в здание по ул. М.Горького д.15, где она находилась до 1938 года.
1933 — 1934 годы — были организованы зубная клиника, зубопротезная лаборатория, химический и физический кабинеты.
1938 год — Фельдшерско-акушерская школа переезжает в новое здание на ул. Вольской д.6..
В военные годы фельдшерско-акушерская школа состояла из четырех отделений: фельдшерского, акушерско-фельдшерского, отделения медсестер и отделения медицинских лаборантов. За годы войны школа выпустила 1510 медицинских работников среднего звена.
В первые годы после Великой Отечественной войны школа являлась одной из самых больших медицинских школ Советского Союза. Ежегодный выпуск в среднем составлял 1500 средних медицинских специалистов. Под руководством директора Австриевской В. П. работали 87 преподавателей.
С 1949 года школа проводила набор одной группы зубных врачей со сроком обучения 2 года 10 месяцев и группу зубных техников со сроком обучения 1 год 10 месяцев под руководством директора школы С. О. Несвижского.
1956 год — учебное заведение было реорганизовано в Саратовское областное медицинское училище (директор Каширин В. Н.). Контингент училища достигает до 1000—1200 специалистов по шести профилям: фельдшерский, акушерский, санитарно-фельдшерский, зубоврачебный, зуботехнический, фармацевтический.
В 70-х годах училище переезжает с ул. Вольской д. 6 в здание по ул. Чернышевского 151.
С 1977 — по 1984 гг. директором учебного заведения становится Аришин Виктор Георгиевич; зам директора по учебной работе — Смородинова Алефтина Александровна.
С 1985 — по 2015 гг. руководителем учебного заведения являлся Алексеев Евгений Анатольевич; заместителем директора по учебной работе Клочковский Александр Юрьевич.
1996 год — учебное заведение было реорганизовано в Саратовский областной базовый медицинский колледж, координирующий работу медицинских колледжей и училищ области.
2005 год — заключен договор сотрудничества с Саратовской православной епархией о подготовке сестер милосердия. Медицинское образование воспитанницы Учебного центра сестер милосердия во имя преподобномученицы великой княгини Елисаветы получают в учебном заведении. Духовное образование студентки Учебного центра получают на базе Саратовской Православной Духовной семинарии. По окончании выпускницам Центра выдается диплом государственного образца по специальности «Медицинская сестра».
С 2015 года руководителем Государственного автономного профессионального образовательного учреждения Саратовской области «Саратовский областной базовый медицинский колледж» является Морозов Игорь Александрович, врач высшей квалификационной категории, кандидат медицинских наук. Заместитель по учебной работе — Томашевская Ирина Юрьевна. Учебный процесс осуществляют более 100 штатных преподавателей. Ежегодно прием в колледж составляет около 400 человек.
С 2006 года в структуре ГАПОУ СО «СОБМК» действует отделение дополнительного образования, осуществляющее деятельность по повышению квалификации и переподготовке специалистов с высшим и средним образованием.
С 2016 года на отделении дополнительного образования реализуются программы профессиональной подготовки по профессиям:медицинский регистратор, медицинский дезинфектор, младший медицинский персонал.
С 1 сентября 2016 года на базе колледжа организована работа по переподготовке и повышению квалификации по профилю педагогической деятельности.

## Факультеты
ГАПОУ СО «СОБМК» готовит специалистов со средним медицинским образованием по следующим специальностям:
- «Сестринское дело», квалификация «Медицинская сестра»
- «Акушерское дело», квалификация «Акушерка»
- «Лечебное дело», квалификация «Фельдшер»
- «Фармация», квалификация «Фармацевт»
- «Стоматология ортопедическая», квалификация «Зубной техник»
- «Лабораторная диагностика», квалификация «Медицинский лабораторный техник»